# Булочка «Сэлли Ланн»

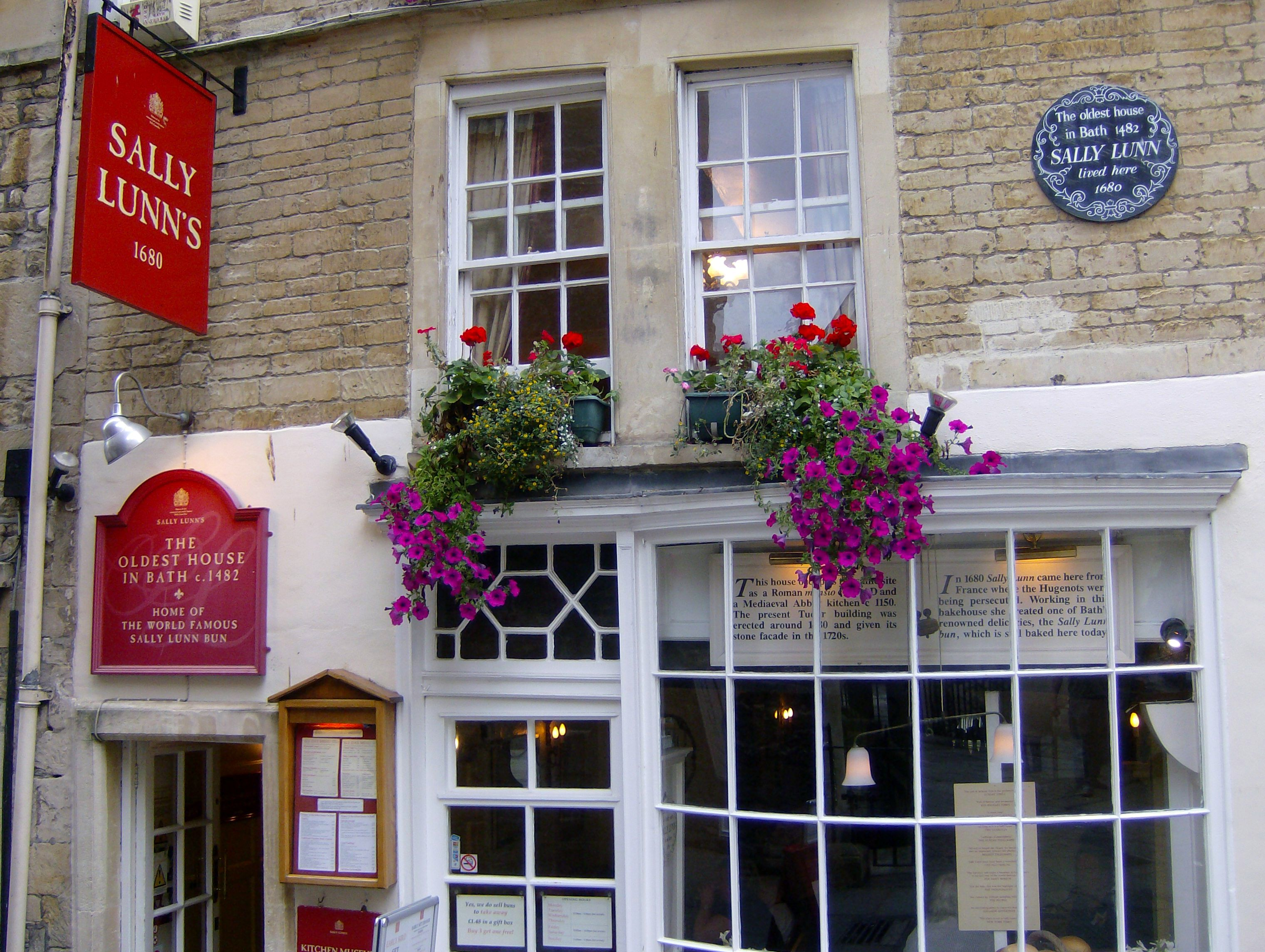
Дом Сэлли Ланн

Булочки «Сэлли Ланн» (англ. Sally Lunn bun) — это вариант традиционного английского хлебобулочного изделия на дрожжах.
Появились в юго-западной Англии, в Бате, когда туда в 1680 году иммигрировала гугенотка по имени Соланж (Солли) Лайон. Она начала работать в батской пекарне. Эта пекарня сейчас известна как Дом Сэлли Ланн. Туда можно прийти и попробовать или купить булочки, изготовленные по традиционному рецепту.